# 鎖帷子

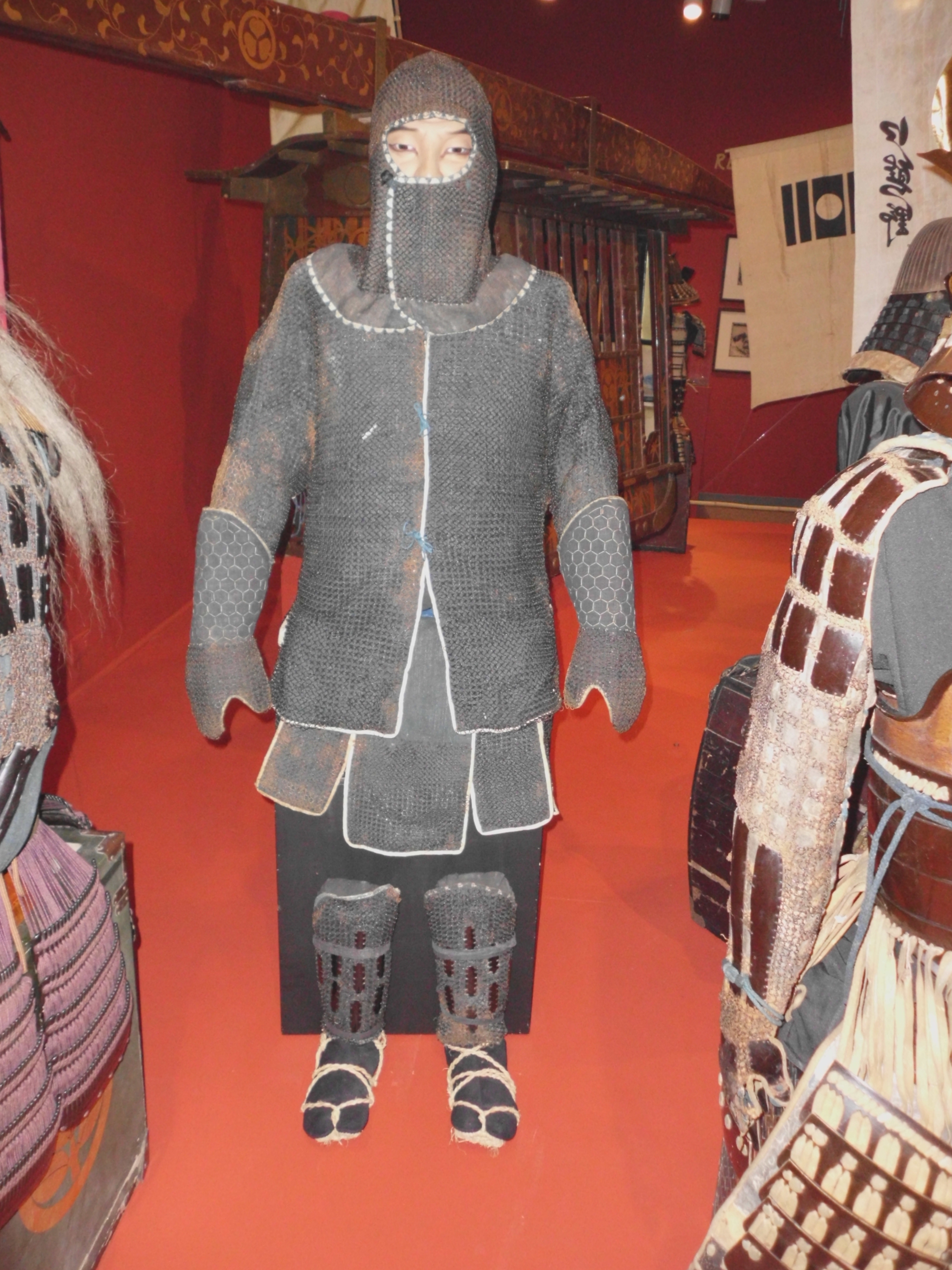
鎖帷子（くさりかたびら）

鎖帷子（くさりかたびら）は、鎧形式の防具の一種。帷子とは肌着として使われる麻製の単衣のことであり鎖製の帷子の意。衣服の下に着用することから着込みとも呼ばれる。洋の東西問わず古代から現代まで使用し続けられていて、西洋のものは英語でホーバーク（hauberk）、バーニ(byrnie)、チェインメイル（chain mail）、または単にメイル（mail）と言い、特に衣服の下に着用するものではなく、チェインメイルの上に外衣タバード（英: Tabard）を着用することもあった。現存するものは15-20㎏前後のものが多い。

## 歴史

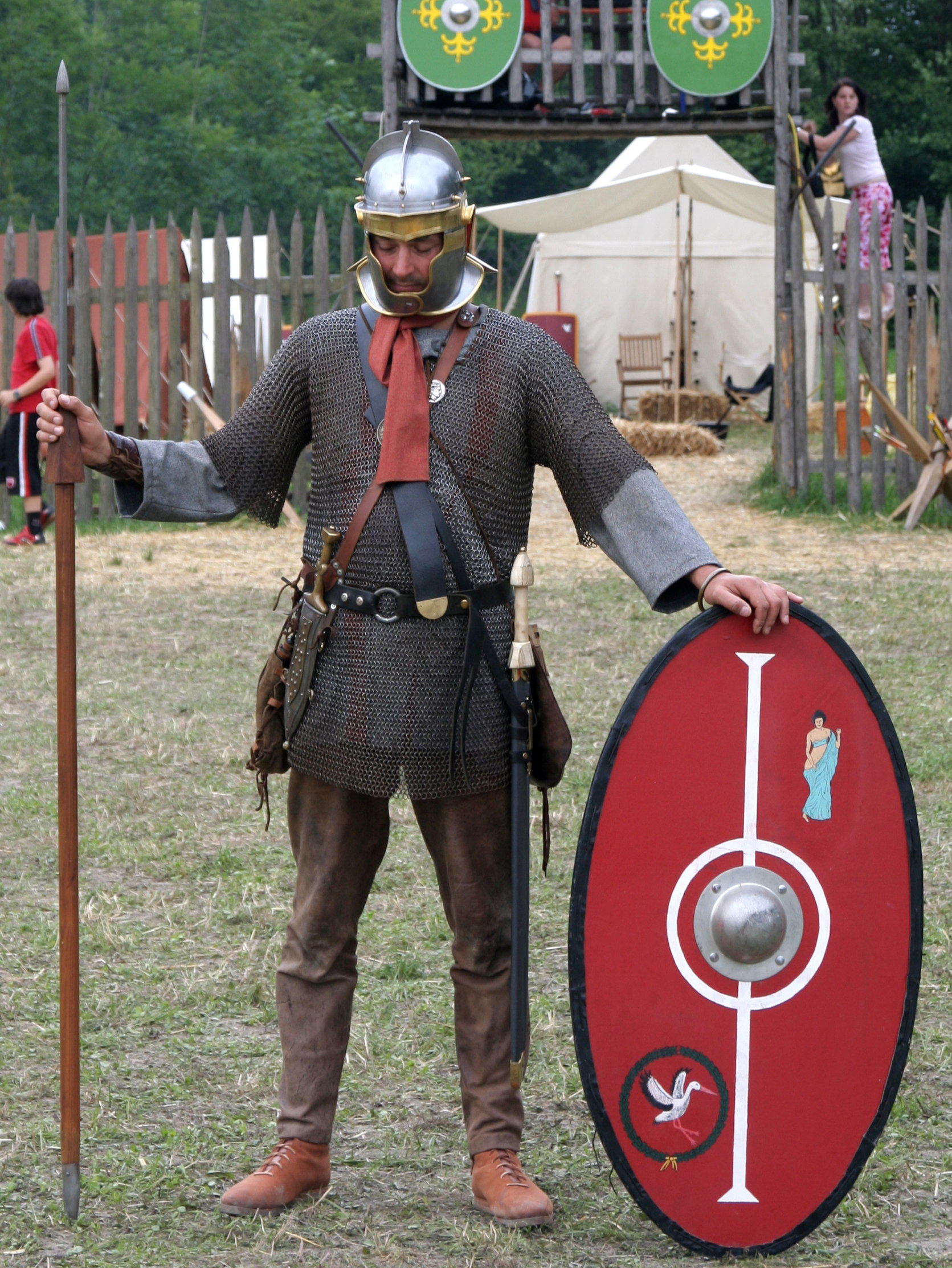
鎖帷子（ロリカ・ハマタ）を着用したローマ軍団兵（175年頃）の再現衣装

現存するもので最も古いものは、スロバキアのホルニージャトフにあるパンノニア平原の紀元前3世紀ごろとされる墓と、ルーマニアのチュメシュティにある首長の墓から発掘されたものである。
欧州においては古代のケルト人が鎖帷子を最初に考案したとされる。初期のものはリングの1つ1つが大きく作りも簡単で胸だけを覆うものだった。ケルトでは防具を身につけずに白兵戦を行うことが好まれていたため、彼らと戦ったローマにおいて鎖帷子は進化した。ダキア人もまた、防具を身に着けず戦闘をすることを好んだ。また、スキタイやサカなどの遊牧民の間でも広く使用された。中世初期になるとゲルマン人の諸部族に広がり、中でもノルマン人が用いたものは兜と連結し、頭からひざ以上までを覆う丈の長いものでホーバークと呼ばれる。十字軍の時代になると頭部の鎖帷子は切り離されコイフとなり、胴体部も金属加工技術が向上しより細かいリングを使用できたので、手やつま先まで完全に覆うものが登場した。しかし、中世ヨーロッパの鎖帷子は質そのものは古代ローマのものよりも悪かった。武器の攻撃力が鎖帷子の防御力を上回った10世紀ごろは「鉄血の時代」と呼ばれた。
中国には唐王朝のころに西方から伝わった。日本で使用が開始された時期は室町時代初期からといわれ、当時は諸外国と同様、鎧の下に着こんで使うものだったが、江戸時代になると衣服の下に着こむようになった。
東欧や西アジア、東アジア、北アジアなどでは、早い時期により防御性能の高いラメラーアーマーが普及したため、予備的な防具の域を出なかった。だが、中国では15世紀ごろから、火器の発達に対抗できなくなったラメラーアーマーに代わって、鎖子甲と呼ばれる鎖帷子が用いられるようになった。

## 基本的な構造
細く伸ばした鋼線で輪を作り、それらを互いに連結して服の形に仕立てたものである。リングを平たく叩き潰してワッシャー状にし、それらを組み合わせて作られたものや、鎖をそのまま布に縫い付けたものも存在する。
西洋では14世紀ごろまでは、鉄板から打ち抜くなどして作った継ぎ目の無い輪と、鉄線から作った継ぎ目のある輪を交互に使って鎧として編んだ。編み方には幾つかの方法がある。一つの輪に隣接する幾つの輪を通すかで4 to 1、6 to 1、4 to 2などに分類されるが、日本を含む古今東西で 4 to 1 が一般的である。個々の輪の開いた末端は、通常リベットでかしめた。歴史的なものでは、針金をそのままドーナツ状にしたものよりもこちらの方が軽くて丈夫であった。現代では、通常は木の棒に鋼線をぎっしりと長く巻き付け、コイル状にしたものを棒に沿って切断することで多数の輪を一度に作る。
鉄線の作り方は以下の2種類がある。
- 鉄板を細くカットして、端が細くなった鉄線をドロープレート（英語版）に通してから、水車の力を借りて端を引っ張って目的の細さまで加工する方法。
- 棒に鍛造してから、引っ張ってワイヤーにする方法。

## 有効性について
イギリスのリーズにある武具博物館ロイヤル・アーマリーズが調査したところ、「中世のほとんどの武器で貫くことは、ほぼ不可能である」と結論付けた。この強度を決めるのは以下の四つの要因による。
- 接続方法（リベット、溶接など）
- 素材（青銅・鉄など）
- 織密度
- 線径（一般的に直径1.02–1.63 mm）

リベット留めされていないものでは貫通する場合があるが、リベット留めされていれば鋭い刃先を持つ矢や一部の槍や細剣などが貫通する程度にはなった。スウェーデンのヴィスビューで発掘された1361年の戦死者の骨を確認すると、多くの者が保護されていない足に怪我が見られた。
また、重い打撃系の武器には効果が弱いため、ヘルメットや布鎧であるギャンベゾンが鎧の下に着用されることが多かった。

## 利点

### 柔軟性と防御効果
鎖帷子の大きな特徴は、金属板を成形して作られた鎧と比べ堅牢さでは劣るが簡単に製作可能でかつ柔軟性に優れ、また皮革を煮固めて作られた鎧と比べると高い防御効果を持つことである。身体の動きに対応するので警戒活動など戦場以外での行動にも適することから長時間着用しての軍事活動が可能となる。とは言え全重量が肩に掛かるという欠点もあり、腰にベルトを付けるなどして重量をいくらか分散したとしても、着たまま生活できるほどではない。
鎖帷子は皮革の鎧と比べ刃物に対して防御効果を示す、例えば刀剣による切断の威力を削ぐことができる。槍などの突刺す武器にも有効であったし、ロングボウやクロスボウ以外の矢の飛ぶ速度が比較的遅いショートボウにも効果があった。しかしその構造上、鎖の隙間を狙うエストックやアールシェピースなどには効果がなかった。また、メイスや戦鎚などの鈍器による衝撃を緩和する効果はない。また、剣を叩きつけられた打撃でもダメージを負う他、剣の当たり具合が良ければ斬り裂かれることもある。槍で鎖の輪が割れることもあった上に、両手剣や戦斧、メイスやウォーハンマーといった重量のある武器の打撃には弱かった。
しかし、硬い鉄板の鎧に比べて、矢や弩（クロスボウ）、銃弾に対する効果が高かった。
このような性質から、鎖帷子は現代においても防刃着として用いられる場合がある。その場合、ボディアーマー（防弾ベスト）との併用が行われる。ケブラー製のボディアーマーは、弾丸を繊維で絡め取るため非常に効果的だが、分散緩和する形で衝撃をストップさせるため、刃物で刺されたり、弾丸でも尖った弾頭や細く鋭い高速弾頭が使われた場合は防げない。それを補う意味で、ケブラー繊維同士の間に鎖帷子を挟み込み、その防御力を向上させるのである。2006年現在は、強化樹脂製の防刃パネルを併用する場合が多い。
そのまま素肌に着ると、跡が付く、冷たい、肌がこすれる、汗で錆びる、着用者によっては金属アレルギーを発症するなどの難点があるので、金属鎧と同様に、下に柔らかい布製の鎧下を着用する場合が多い。この鎧下は防寒や防暑などのほか、衝撃を緩和する意味合いも強い。隠密行動に携わる人間が着用する場合は、塗料や煤で黒く塗り光を反射しないようにしたり、二枚の布に挟み込んで、金属同士がこすれる音を低減させたりしたと言われている。

### 他の防具との併用が可能

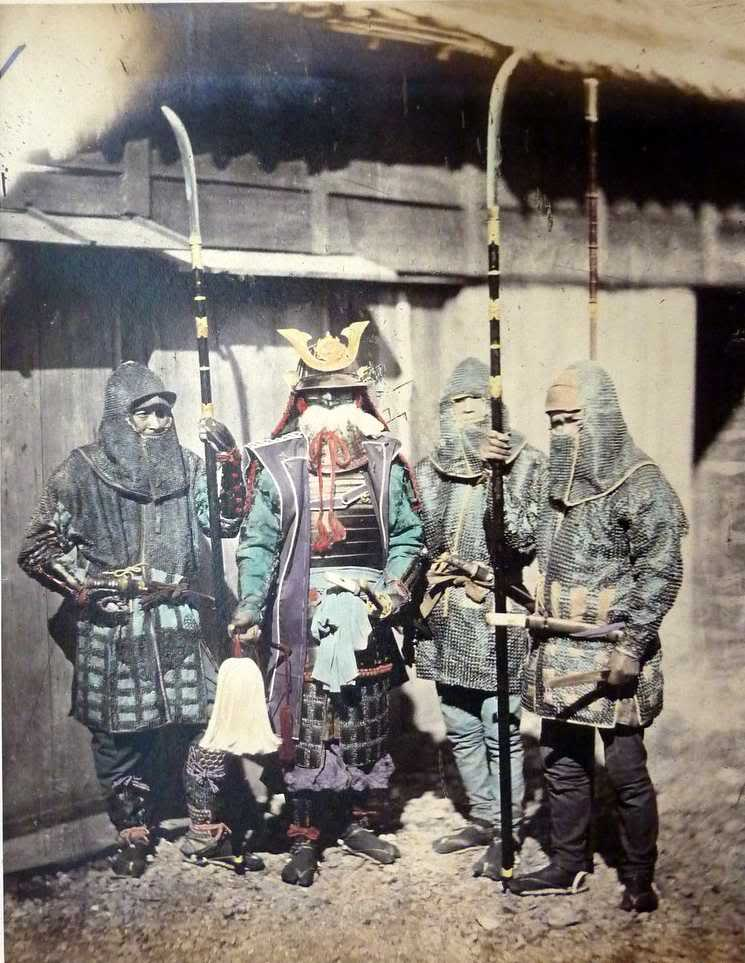
甲冑と鎖帷子（1870年）

もう一つの特徴として、服のように重ね着が可能という点が挙げられる。
身分の高い者が護身のために軽量のものを平服の下に着用したり、戦場においても革鎧と共に着用して防御力を向上させたりした。騎馬を使用して戦場の最前線に立つ重装騎士に至っては、薄手の革鎧か綿の入った鎧下を着用した上でこの鎖帷子を纏い、さらにその上に全身を覆う鋼の甲冑を付けるという場合もあった。全身甲冑を身に纏っても、首・脇の下・肘の内側・手首・指・股間・膝裏などの関節部分は防御の及ばない急所になるが、鎖帷子はその柔軟さからそれらの部分もカバー出来た。しかし、ただでさえ重量のある板金甲冑の下にさらに鎖帷子を着込むことは、実用上厳しかった局面が多い。また、胸甲の下にさらに鎖帷子があっても防御面では大きな意味をなさない。そのため、関節部分の各急所のみに鎖帷子状の補強を施した鎧下の方が西洋では普及していった。部分的な胸甲や、肘・手首を守る籠手だけを身に纏う際に鎖帷子を併用した例もあるが、これはどちらかというと鎖帷子の延長である。
日本でも鎖帷子は重宝されていた。戦国時代には武将など上官職が甲冑の下に着込みとして用いたほか、諜報活動に従事する忍者が薄手の鎖帷子を身に付けることがあった。また、江戸時代には街中での小規模の抗争や取り締まりなどにも防具として鎖帷子が用いられることがあった（捕具#防具）。新撰組なども鎖帷子を着用しており、ところどころを革や金属で補強したパーツと組み合わせて使用していた。

#### 下に着るもの
- 鎧下
- ギャンベソン

#### 上に着るもの
- ブリガンダイン
- コート・オブ・プレート
- ラメラーアーマー
- ミラーアーマー（英語版）（鎖帷子用追加装甲）
- スケイルアーマー
- スプリントアーマー（英語版）

## 手入れ方法
鎖帷子は磨耗・消耗をしやすいので、定期的な手入れが必要となる。
基本的には、油を含ませた布で磨いて錆を未然に防ぐ。既に錆びてしまった部分は、布を用いて磨き粉で擦って削り落とし、油を塗布して再度錆びるのを防ぐ。かつては、錆びた部分があまりに多い場合や多数の鎖帷子を一気に錆落としせねばならない場合は、砂の入った大きな容器に鎖帷子を入れ、洗濯機のごとく棒でかき回して錆落としを行った。非常な重労働であったという。
斬れたり千切れたりした部分は、同じ材質の針金で縫い合わせる。肩・腕・胴などに分割が可能なものは、その部分ごとに取り替える。
ドイツの都市ボン近郊のローマ帝国時代の要塞から見つかった西暦2世紀から3世紀に使われた鎖帷子の塊が発見され、X線で確認したところ破損した鎖帷子どうしを継ぎ接ぎする修理を行っていたことが判明した。